# Thongwa Döndän
Tongwa Döndän (1416 - 1453) byl 6. karmapa školy Karma Kagjü, školy tibetského buddhismu.
Narození Tongwa Döndäna ve východním Tibetu doprovázely četné zázraky a znamení. Již od dětství začal učit dharmě a brzy byla na něj přenesena linie Kagjü. Je autorem několika tantrických rituálů. Nechal vystavět mnoho buddhistických klášterů a stúp.